# Piotr Bajko

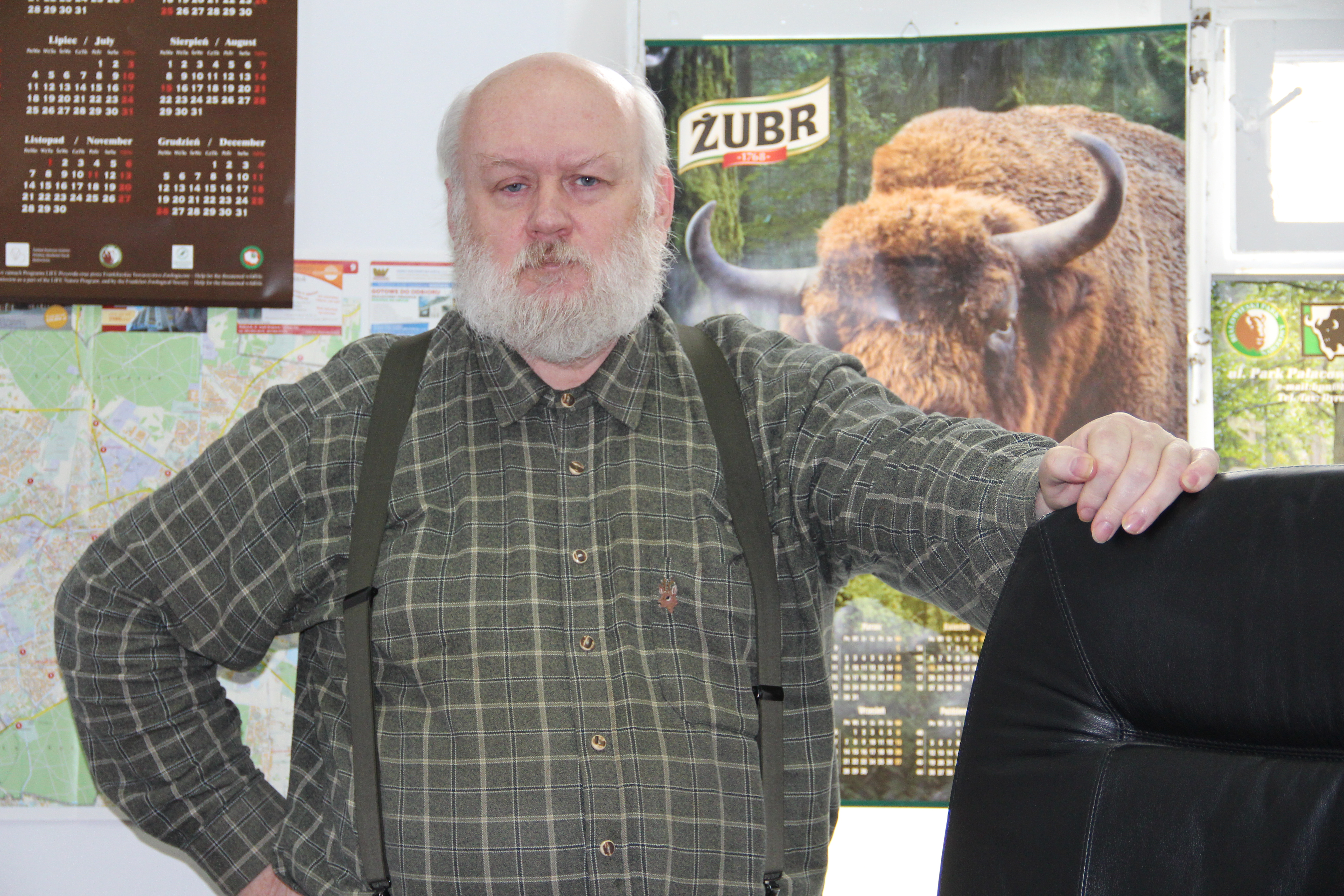
Piotr Bajko we wrześniu 2013

Piotr Bajko (ur. 5 listopada 1950 w Białowieży) – polski leśnik, dziennikarz, historyk-regionalista, kronikarz i bibliograf, autor licznych publikacji o Białowieży i Puszczy Białowieskiej

## Życiorys
Ukończył białowieskie Technikum Leśne (1969). W latach 1969–1970 odbył staż w Nadleśnictwie Zwierzyniec w Puszczy Białowieskiej. W marcu 1972 rozpoczął pracę w Białowieskim Parku Narodowym. Przez 33 lata był związany z Muzeum Przyrodniczo-Leśnym, a od kwietnia 2005 z Pracownią Naukową, w której zestawiał bibliografię Puszczy Białowieskiej i prowadził badania historyczne. W końcu maja 2018 odszedł na emeryturę.
Większość swych publikacji poświęcił historii i dniu dzisiejszemu Białowieży i Puszczy Białowieskiej, a także popularyzacji wartości przyrodniczych i kulturowych tego regionu. Napisał trzytomową kronikę Białowieży i Puszczy Białowieskiej oraz monografie dziejów Białowieży i białowieskiej parafii prawosławnej. Opracował także biografie ponad stu osób związanych z Białowieżą. Osobną sferą jego zainteresowań są wierzenia, obrzędy i zwyczaje związane z drzewami; artykuły monograficzne na ten temat publikował w miesięczniku Nieznany Świat w latach 1995–2022. Jest współodkrywcą białowieskich „miejsc mocy” – na wzgórzu w Parku Pałacowym w Białowieży i w oddziale 495 Puszczy Białowieskiej, które stały się dzisiaj atrakcją turystyczną. W młodości pasjonował się układaniem krzyżówek, które zamieszczał w prasie ogólnopolskiej; opublikował ich 160. Inną jego pasją był film; na przełomie lat 60. i 70. uwieczniał na taśmie 8-milimetrowej różne wydarzenia w życiu swojej miejscowości, badał także historię realizacji filmów w Puszczy Białowieskiej. Współpracował z wieloma twórcami filmów dokumentalnych i przyrodniczych oraz reportaży telewizyjnych, m.in. z Barbarą Bartman-Czecz i Januszem Czeczem, Romualdem Faratem, Tadeuszem Horoszkiewiczem, Beatą Hyży-Czołpińską, Andrzejem Kostenko, Andrzejem Różyckim, Tamarą Sołoniewicz, Bożeną i Janem Walencikami, Ryszardem Wyrzykowskim, udostępniając im ze swoich zbiorów zdjęcia archiwalne, dzieląc się wiedzą historyczną, służąc za przewodnika w terenie i niekiedy występując przed kamerą.
W latach 1977–1991 był czynnym przewodnikiem turystycznym PTTK po Puszczy Białowieskiej.

## Twórczość
Jako dziennikarz debiutował w 1968 w Gazecie Białostockiej, będąc jeszcze uczniem technikum; wcześniej jego drobne materiały zamieszczała gazeta Świat Młodych. Do początku lat 90. XX w. był stałym korespondentem codziennej prasy białostockiej. W latach 2007–2008 członek zespołu redakcyjnego lokalnej gazety Głos Białowieży. W swym dorobku posiada około 3700 publikacji, które ukazały się w ponad 85 tytułach prasowych i periodykach. Ponadto wydał następujące książki: 
- Cerkiew i parafia prawosławna w Białowieży (I wyd. – 1994; II wyd. – 2002)
- Białowieża : zarys dziejów do 1950 roku. (2001). Brak numerów stron w książce
- Kalendarium białowieskiego żubra (2004)
- Białowieża. Parafia prawosławna św. Mikołaja (I wyd. – 2006; II wyd. – 2013)
- Bibliografia Puszczy Białowieskiej 2001–2005 (2008)
- Z dawnej Białowieży (2010)
- Echa starej Białowieży (2012)
- Bibliografia Puszczy Białowieskiej 2006–2010 (2014)
- Białowieża, której już nie ma (2015)
- Z zakamarków białowieskiej historii (2015)
- Bibliografia Puszczy Białowieskiej 2011–2015 (2017)
- Po śladach odchodzącej Białowieży (2017)
- Kronika białowieska. Tom I, 983–1959 (2018)
- Kronika białowieska. Tom II, 1960–2000 (2018)
- Kronika białowieska. Tom III, 2001–2018 (2019)
- Białowieża w oddali (2020)
- Prezydenckie łowy. Polowania Prezydenta RP Ignacego Mościckiego w Puszczy Białowieskiej (2020)
- Cmentarz w Białowieży (współautor Andrzej Buszko) (2023)
- Ludzie Białowieży (przygotowana do druku)
- Drzewiej o żubrze pisano (współautor Wojciech Sobociński) (przygotowana do druku)

## Odznaczenia i nagrody
- Order Św. Marii Magdaleny II stopnia – za monografię białowieskiej cerkwi (Św. Synod Biskupów Polskiego Autokefalicznego Kościoła Prawosławnego, 1994);
- Odznaka „Zasłużony dla Leśnictwa i Przemysłu Drzewnego” (Ministerstwo Ochrony Środowiska, Zasobów Naturalnych i Leśnictwa, 1995);
- Tytuł „Zasłużony dla Powiatu Hajnowskiego” – za szczególne zasługi na rzecz rozwoju i promocji Powiatu Hajnowskiego (Rada Powiatu Hajnowskiego, 2017);
- Tytuł „Król Puszczy” – za całokształt pracy twórczej (Urząd Gminy Białowieża, 2019).

## Życie prywatne
Urodził się w rodzinie Michała i Niny z domu Siemieniuk. Miał brata Sławomira (1958–2016) – kolekcjonera starych samochodów oraz motocykli. Ze związku małżeńskiego z nauczycielką Barbarą Kwapisz ma syna Łukasza (ur. 1980). Po rozwodzie w 1997 nowej rodziny nie założył.

## Pozostałe informacje
W podziękowaniu za jego działalność na rzecz zachowania dziedzictwa regionu Puszczy Białowieskiej została mu zadedykowana internetowa Encyklopedia Puszczy Białowieskiej, do której sam napisał około 490 haseł.
Wystąpił w epizodycznej roli strażnika (w scenie z Januszem Bukowskim) w „Ucieczce Króla” – odcinku francuskiego serialu fabularnego pt. „Akcja O.P.E.N.” w reżyserii Jean Pierre'a Decourta